# Résolution 1022 du Conseil de sécurité des Nations unies
Membres permanents
- Chine
- États-Unis
- France
- Royaume-Uni
- Russie

Membres non permanents
- Allemagne
- Argentine
- Botswana
- Honduras
- Indonésie
- Italie
- Nigéria
- Oman
- République tchèque
- Rwanda

Résolution no 1021 Résolution no 1023
La résolution 1022 du Conseil de sécurité des Nations unies, adoptée le 22 novembre 1995, après avoir rappelé toutes les résolutions antérieures sur les conflits dans l'ex-Yougoslavie, le Conseil a suspendu les mesures imposées dans les résolutions précédentes liées à l'ex-Yougoslavie. 
La Bosnie-Herzégovine, la Croatie et la Serbie-Monténégro ont été félicitées pour leur participation aux pourparlers de paix aux États-Unis et pour la mise en place de l'accord-cadre général (dit accord de Dayton). Les parties étaient également convenues de contribuer à la recherche de deux pilotes français portés disparus en Bosnie-Herzégovine et d'assurer leur retour en toute sécurité. L'importance de la coopération avec la Conférence internationale sur l'ex-Yougoslavie a été soulignée.
Agissant en vertu du chapitre VII de la Charte des Nations unies, les mesures imposées dans les résolutions 757 (1992), 787 (1992), 820 (1993), 942 (1994), 943 (1994), 988 (1995), 992 (1995), 1003 (1995) et 1015 (1995) ont été suspendus avec effet immédiat. La suspension ne s'appliquerait pas à l'armée serbe de Bosnie tant qu'elle ne se sera pas retirée derrière les lignes de séparation. En outre, le Conseil mettrait fin à la suspension des mesures contre les autorités des serbes de Bosnie et de Serbie-et-Monténégro après avoir consulté le haut représentant international en Bosnie-Herzégovine entre autres autorités, le cinquième jour ouvrable après avoir constaté qu'une partie ne se conformait pas à ses obligations en vertu de l'accord de Dayton. Dix jours après la tenue des premières élections libres et sincères, toutes les mesures prendraient fin. Pendant la suspension, les fonds gelés seraient également débloqués.
La résolution 1022 a été adoptée par 14 voix contre 0 et une abstention de la Russie.

## Voir également
- Guerre de Bosnie-Herzégovine
- Dislocation de la Yougoslavie
- Guerre de Croatie
- Guerres yougoslaves
- Accord sur les questions de succession de l'ancienne république fédérative socialiste de Yougoslavie